# Helicia excelsa
Helicia excelsa är en tvåhjärtbladig växtart som först beskrevs av William Roxburgh, och fick sitt nu gällande namn av Carl Ludwig von Blume. Helicia excelsa ingår i släktet Helicia och familjen Proteaceae. Inga underarter finns listade i Catalogue of Life.